# Viatge a l'Oest

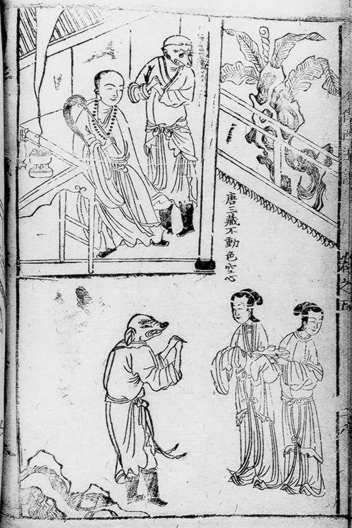
Il·lustració del d'una escena de Viatge a l'Oest

Viatge a l'Oest (en xinès tradicional: 西遊記, en xinès simplificat: 西游记, en pinyin: Xīyóu jì) és una obra clàssica de la literatura xinesa i possiblement l'obra més coneguda entre els adolescents xinesos. Va ser publicada de forma anònima l'any de 1590, i encara que no hi ha cap prova directa de l'autor, tradicionalment s'ha associat amb l'erudit Wu Cheng'en. La història narra una versió mitològica i fictícia de les aventures del monjo budista Xuan Zang (602-664) en una peregrinació a l'Índia per a aconseguir uns textos religiosos.
En la novel·la, el monjo Xuanzang (玄奘, també conegut com a Tripitaka) és requerit per la Bodhisattva Guan Yin perquè viatgi a l'Índia per a aconseguir unes còpies de certs sutres budistes que no es troben a la Xina. La novel·la conserva l'esquema general del mateix relat del Xuan Zang o Xuanzang històric, però afegeix elements de contes populars i de la invenció de l'autor: el Buda Gautama dona aquesta tasca al monjo i li proporciona tres deixebles protectors que accepten ajudar-lo com a expiació dels seus pecats: el Rei Mico Sun Wukong (孫悟空), el monstre-porc Zhu Wuneng (豬悟能), i un dimoni aquàtic anomenat Sha Wujing (沙悟淨), els quals han acceptat ajudar-lo en el seu viatge com a penitència pels seus pecats passats. El mateix cavall que munta Xuan Zang és un príncep drac.
Alguns erudits han proposat que el llibre és una sàtira del govern xinès d'aquells temps. Respecte al treball literari, és una obra d'altíssima qualitat. És una de les quatre novel·les clàssiques xineses. A Viatge a l'Oest s'hi troba molt present el rerefons religiós i mitològic de la cultura xinesa i el seu sistema de valors.
Un dels seus deixebles sobrenaturals, el Rei Mico, ha esdevingut un dels personatges més estimats de la literatura xinesa. La seva popularitat a Àsia s'ha comparat amb la de Mickey Mouse en els països occidentals (encara que, per la seva personalitat entremaliada, seria més adequat comparar-lo amb Bugs Bunny).
Part d'aquesta popularitat ve del fet que la història està composta de diversos nivells. És una novel·la d'aventures, té un gran contingut espiritual, i és una metàfora en la qual un grup de pelegrins, en el seu viatge cap a l'Índia, avancen a més en el seu viatge personal cap a la il·luminació.

## Sinopsi
Els primers capítols descriuen el naixement de Sūn Wù Kōng, a les «Muntanyes de Flors i Fruits», la seva entronització com a «Rei dels Micos», la seva iniciació a les arts secretes i màgiques amb un immortal, la seva desventura amb els Reis Dracs on adquirirà la seva arma suprema, el bastó Ruyi Jingu Bang, la seva estada a l'Inframon, la seva Ascensió al cel mandarí fallida per dues vegades, la seva revolta i la seva titànica lluita contra els exèrcits del cel, i finalment el seu càstig per part del Buda que el va condemnar a romandre 500 anys empresonat sota la «muntanya dels cinc dits».
El següent ens parla de l'amistat de Sān Zàng amb l'emperador Tài Zōng del Táng, la missió que li confia Guān Yīn i la seva decisió de cercar els sutres. Després passem a retrobar els seus deixebles; primer Sūn Wù Kōng que el va trobar primer i que li va jurar lleialtat, en acabat Bái Lóng el Príncep Drac que devora la seva muntura i es converteix en aquesta mateixa muntura durant la resta del viatge, Zhū Bā Jiè i finalment, Shā Hé Shàng. Fins i tot s'evoca el passat humà del monjo i ens assabentem que en realitat és la reencarnació d'un antic deixeble de Buda anomenat «Cigala d'Or», després el viatge continua, marcat per la trobada de moltes criatures malvades d'ambdós sexes, cadascuna més pintoresca que l'altra. Els deixebles, i més particularment el mico, posen regularment els seus poders fantàstics al servei del monjo la personalitat del qual, una barreja d'increïble ingenuïtat —que el converteix en la presa de somni dels dimonis— i saviesa, contribueix a donar al Viatge la seva coloració una mica satírica, fins a l'objectiu del viatge que és arribar al Regne de Buda per tal de rebre les sagrades escriptures.

## Autoria

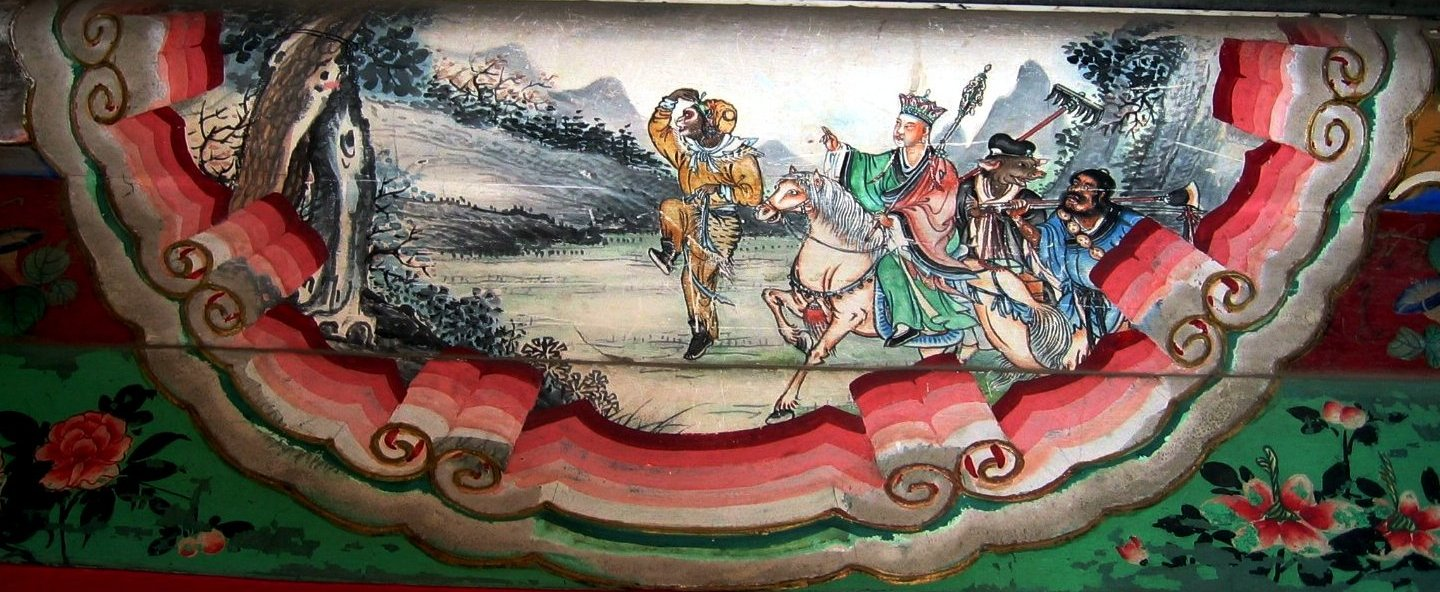
Els quatre protagonistes, d'esquerra a dreta: Sun Wukong, Xuanzang (al cavall del drac blanc), Zhu Bajie i Sha Wujing.

La primera versió completa coneguda de Viatge a l'Oest es va publicar de forma anònima el 1592, precedida de dues versions més breus. La qüestió de l'autoria és encara més complicada pel fet que una bona part del material de la novel·la s’havia publicat en forma de contes populars. Anthony C. Yu, va escriure el 2012 que «aquesta molesta disputa sobre l'autoria de la novel·la, similar a la de la prioritat de les seves versions textuals, va quedar durant gairebé un segle sense resolució.»
Hu Shih, erudit literari i exambaixador als Estats Units, va escriure que es creia que la novel·la havia estat escrita i publicada de forma anònima per Wu Cheng'en. Va raonar que la gent de la ciutat natal de Wu se l’atribuïa i mantenia registres en aquest sentit ja el 1625; així, va afirmar-ho l'ambaixador Hu, Viatge a Occident va ser una de les primeres novel·les xineses de les quals es documenta oficialment l'autoria.
Estudis recents posen en dubte aquesta atribució. David Lattimore, erudit en literatura xinesa de la Brown University, afirma: «La confiança de l'ambaixador era bastant injustificada. El que diu el butlletí és que Wu va escriure una cosa anomenada El viatge a l'oest. No diu res sobre una novel·la. Aquest treball en qüestió pot haver estat qualsevol versió de la nostra història, o una altra cosa completament diferent.» El traductor W. J. F. Jenner assenyala que tot i que Wu tenia coneixement de la burocràcia i la política xineses, la novel·la en ella mateixa no inclou cap detall polític que «un plebeu bastant llegit no hagués pogut conèixer».

## Abans i després delViatge
Aquesta novel·la és sens dubte la més reeixida de l'abundant literatura fantàstica del període Ming. Reprèn un tema popular explotat des dels Tang per la literatura i el teatre. Es poden veure a Dunhuang il·lustracions de la història que daten del començament de la Xixia (1032-1227) on ja apareix la figura del mico amb un pal.
Xuan Zang havia deixat un relat del seu viatge: Informe del viatge a l'oest [en l'època] dels grans Tang escrit pel seu deixeble Bianji per ordre de l'emperador Taizong, potser per dictat del mestre o potser de memòria. Poc després, els monjos Huili i Yancong van escriure la Història del Mestre Sanzang del Temple de la Gran Compassió, que ja conté aventures fantàstiques. En el camp de la ficció, coneixem les Balades de la recerca dels sutres dels Song i els Sainets del viatge a l'oest dels Yuan, sense comptar les mencions esporàdiques dels tres companys del monjo i del naixement de Sun Wukong al teatre mongol.
Sota els Ming, abans de la novel·la de Wu Cheng'en, hi havia Els quatre viatges, un conjunt de quatre històries:
- la Llegenda dels Vuit Immortals de la Cova Superior[35] de Wu Yuantai,[36] de vegades anomenada Viatge a l'Orient.[37]
- Viatge al sud de Yu Xiangdou[38] i Viatge al nord[39] de Wu Yuantai,[40] els herois dels quals són dues deïtats taoistes.
- El Viatge a Occident[41] de Yang Zhehe,[42] sobre el mateix tema que la famosa novel·la.

La novel·la hauria inclòs al principi només 41 capítols, una seixantena més s'haurien escrit més tard, inspirats en part en el Viatge al sud. A més, el text de dos capítols està present gairebé iguals en una col·lecció coreana de literatura xinesa i la Great Yongle Literature Collection que són anteriors a la novel·la.
Xiyouji El Viatge a l'Oest va tenir dues seqüeles, Després de Viatge a l'Oest i Segona part del viatge a l'Oest. Va inspirar moltes novel·les: Complement al viatge a l'oest de Dong Shuo, versió satírica contra la dinastia Qing, dos Nou Xiyouji de Chen Jing i Tong Enzheng, així com També un viatge a Occident.

## Estructura
Composta per 100 capítols, la novel·la es pot dividir en tres grans seccions. Els set primers capítols tracten sobre el naixement d'un mico a partir d'un ou de pedra i la seva adquisició de poders màgics. Cinc capítols relaten la història de Xuanzang, conegut com a Tripitaka, i l'origen de la seva missió al paradís occidental. La major part de la novel·la relata les 81 aventures que van passar Tripitaka i el seu seguici de tres esperits animals: el mico amb màgia, el porc lent i maldestre i l'esperit dels peixos, en el seu viatge a l'Índia i culmina amb la seva consecució dels rotlles sagrats.

## Personatges principals

### Sun Wukong o el Rei Mico

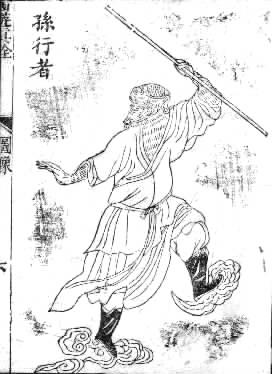
Una il·lustració de Sun Wukong

Sun Wukong (xinès: 孫悟空) (pinyin: sūnwùkōng) és el nom que el seu metre, Subhuti, dona aquest personatge, la darrera part del qual significa «despertat al buit»; sovint es diu «Rei Mico». Neix a la Muntanya de les flors i la fruita a partir d’una pedra que es forma d’una antiga roca creada per l’acoblament del cel i de la terra. Primer es distingeix entrant valentment a la cova darrere d'una cascada a la muntanya; després de veure morir un company de mico a causa de la vellesa, decideix viatjar per tot el món per buscar el Tao i trobar una manera de poder viure per sempre. Finalment, va trobar el «Gran Mestre de Bodhi» (菩提 祖師 祖師), que li va ensenyar els 72 mètodes de transformació celestials. Després de fer enfadar diversos déus i rebre l'atenció de l'emperador de Jade, se li dona una posició menor al cel com a custodi dels cavalls celestes (弼 馬溫) perquè puguin vigilar-lo. Quan Sun s’adona que se li va donar la posició més baixa del cel i no se'l considera un Déu de ple dret, s’enfada molt i se'n torna a la seva muntanya, on posa una bandera i es declara el «gran savi igual al cel» (齊天 大聖). L’emperador Jade envia soldats celestes per arrestar Sun Wukong, però cap té èxit. L’emperador Jade no té més remei que nomenar-lo per ser el tutor del Jardí Celestial. Les diferents varietats de préssecs del jardí donen fruits cada 3.000, 6.000 i 9.000 anys, i menjar-los dona la immortalitat i altres regals, de manera que Sun Wukong menja gairebé tots els préssecs madurs. Més tard, després que les fades que van a recollir préssecs per a Xi Wangmu pel banquet celestial del préssec informen Sun Wukong que no està convidat i es burlen d'ell, torna a causar problemes al cel. Derrota un exèrcit de 100.000 soldats celestes, dirigit pels Quatre Reis Celestials, Erlang Shen i Nezha. Finalment, l'emperador Jade fa una crida a Amitabha, que tanca Wukong sota una muntanya anomenada Muntanya dels Cinc Elements després que aquest perdi una aposta sobre si pot saltar de la mà del buda en un sol salt. Sun Wukong es manté sota la muntanya durant 500 anys i no pot escapar a causa d’un segell que es va col·locar a la muntanya. Posteriorment, s’allibera quan Tang Sanzang arriba a la muntanya durant el seu pelegrinatge i l’accepta com a deixeble.
La seva arma principal és el Rúyì-Jīngū-Bàng («Bastó daurat que segueix la voluntat»), que pot reduir a la mida d'una agulla i guardar-lo darrere de l'orella, així com ampliar-la a proporcions gegantines (d'aquí la part «segueix la voluntat» del nom). La canya, que originalment era un pilar que tenia el palau submarí del rei del drac del mar oriental i que va treure del seu suport i es va equilibrar fàcilment, pesa més de 6 tones. El rei del drac, que no volia que causés problemes, també li va donar una armadura daurada. A més, va devorar els préssecs de la immortalitat i tres gerres de pastilles d’immortalitat. A més d’aquests atributs, també té la capacitat de treure's pels del cos i per transformar-los en allò que vulgui (normalment clons d'ell mateix per obtenir un avantatge numèric en la batalla). També domina els 72 mètodes de transformació. També pot fer un jīndǒuyún («salt mortal al núvol»), que li permet recórrer grans distàncies en un sol salt. Wukong utilitza el seu talent per combatre els dimonis i fer bromes.
El seu comportament està controlat per una banda que Guanyin li posa al voltant del cap i que el mateix Wukong no es pot treure fins al final del viatge. Xuanzang pot estrènyer aquesta banda cantant l'encanteri de la corona de tensió (que Guanyin li va ensenyar) sempre que necessiti castigar-lo.

### Táng-sānzàng o Xuanzang

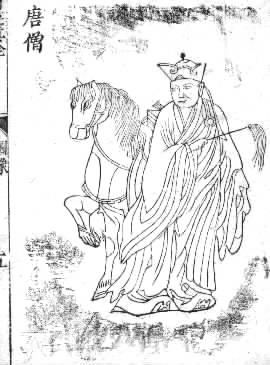
Una il·lustració de Táng-sānzàng.

El monjo Táng-sānzàng (xinès: 唐三藏) és un monjo budista que va renunciar a la seva família per convertir-se en monjo des de la infància. Tot i que no pot defensar-se ell mateix, la Bodhisattva Avalokiteśvara (Guanyin) l'ajuda a trobar deixebles poderosos que l'ajuden i protegeixen en el seu viatge. A canvi, els deixebles rebran il·luminació i perdó pels seus pecats un cop fet el viatge. Al llarg del camí, ajuden els habitants locals derrotant diversos monstres i dimonis que intenten obtenir la immortalitat consumint la carn de Táng-sānzàng.

### Zhu Bajie
Zhu Bajie (xinès: 豬八戒, literalment «Porc de Vuit Prohibicions») és també conegut com a Zhu Wuneng («Porc Despertat al Poder»).

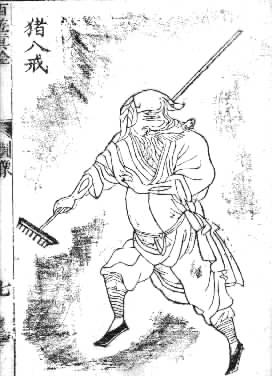
Una il·lustració de Zhu Bajie.

En el passat fou immortal i era el mariscal celestial al comandament de 100.000 soldats navals de la Via Làctia, però va beure massa durant una celebració dels déus i va intentar assetjar la deessa de la lluna Chang'e, fet que va resultar en el seu desterrament al món mortal. Se suposava que havia de renéixer com a humà, però va acabar a l'úter d'una truja a causa d'un error a la roda de la reencarnació, que el va convertir en un monstre de porc humanoide meitat home i meitat porc. Zhu Bajie era molt avariciós i no podia sobreviure sense menjar voraçment. Quedant-se dins de la Yunzhan Dong («cova del camí dels núvols»), Guanyin li va encarregar que acompanyés Tang Sanzang a l'Índia i li va donar el nou nom de Zhu Wuneng.
No obstant això, la luxúria de dones de Zhu Bajie el va portar al poble de la família Gao, on es va fer passar per un jove guapo i va ajudar a derrotar un grup de lladres que intentaven segrestar una donzella. Finalment, la família va acceptar que Zhu Bajie es casés amb la donzella. Però durant el dia del casament, va beure massa alcohol i va tornar accidentalment a la seva forma original. Molt sorpresos, els vilatans van fugir, però Zhu Bajie volia quedar-se amb la seva núvia, així que li va dir al pare de la núvia que si al cap d'un mes la família encara no acceptava deixar-li quedar-se amb la núvia, la prendria per la força. A més va tancar la núvia en un edifici separat. En aquest punt, Tang Sanzang i Sun Wukong van arribar al poble de la família Gao i van ajudar a derrotar-lo. Rebatejat Zhu Bajie per Tang Sanzang, es va unir en conseqüència al pelegrinatge a Occident.
La seva arma preferida és el jiuchidingpa («rampí de ferro de nou dents»). També és capaç de 36 transformacions i pot viatjar pels núvols, però no tan ràpid com Sun Wukong. No obstant això, Zhu és conegut per les seves habilitats de lluita a l'aigua, que va utilitzar per combatre en Sha Wujing, que més tard es va unir a ells en el viatge.

### Sha Wujing

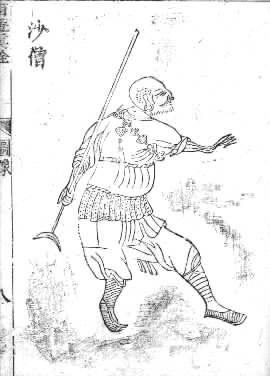
Una il·lustració de Shā Wùjìng

Sha Wujing ((xinès), «Sorra despertada a la puresa»), va ser una vegada un general celestial, que va assistir al carro imperial a la Sala de la Boira Miraculosa. Va ser exiliat al món mortal i el van fer semblar un home de sorra, orc, ogre, trol, oni, dimoni o monstre perquè accidentalment va trencar una copa de cristall que pertanyia a la Reina Mare d'Occident durant un banquet de préssec. El llavors horrible immortal es va instal·lar al riu de Sorra que Flueix, terroritzant els pobles dels voltants i els viatgers que intentaven travessar el riu. No obstant això, va ser sotmès per Sun Wukong i Zhu Bajie quan Tang Sanzang i els seus acompanyants es van trobar amb ell. En conseqüència, el van acollir com a part del seu pelegrinatge a Occident.
L'arma de Sha Wujing és un bastó màgic de fusta embolicat amb fils de perles. També coneix 18 mètodes de transformació i és molt eficaç en el combat aquàtic. Se sap que és el més obedient, lògic i educat dels tres deixebles, i sempre té cura del seu mestre, involucrant-se rarament en les baralles dels seus companys deixebles. No té defectes importants ni característiques extraordinàries. A causa d'això, de vegades es veu com un personatge menor. No obstant això, serveix per mantenir la pau del grup, intervenint entre Wukong, Bajie i fins i tot Tang Sanzang i altres. També és la persona a qui consulta Tang Sanzang quan s'enfronta a decisions difícils.

## Adaptacions
La novel·la ha estat adaptada en diverses ocasions pel teatre, el cinema, el còmic i la televisió en format de dibuixos animats, pel·lícules i sèries, dins i fora de la Xina. Al Japó, a més, ha servit d'inspiració a obres com El meu Son Goku (d'Osamu Tezuka), i posteriorment Bola de Drac (d'Akira Toriyama, on el personatge principal Son Goku s'inspira en Sun Wukong, el Rei mico), Saiyuki (de Kazuya Minekura), etc.

### Pel·lícules

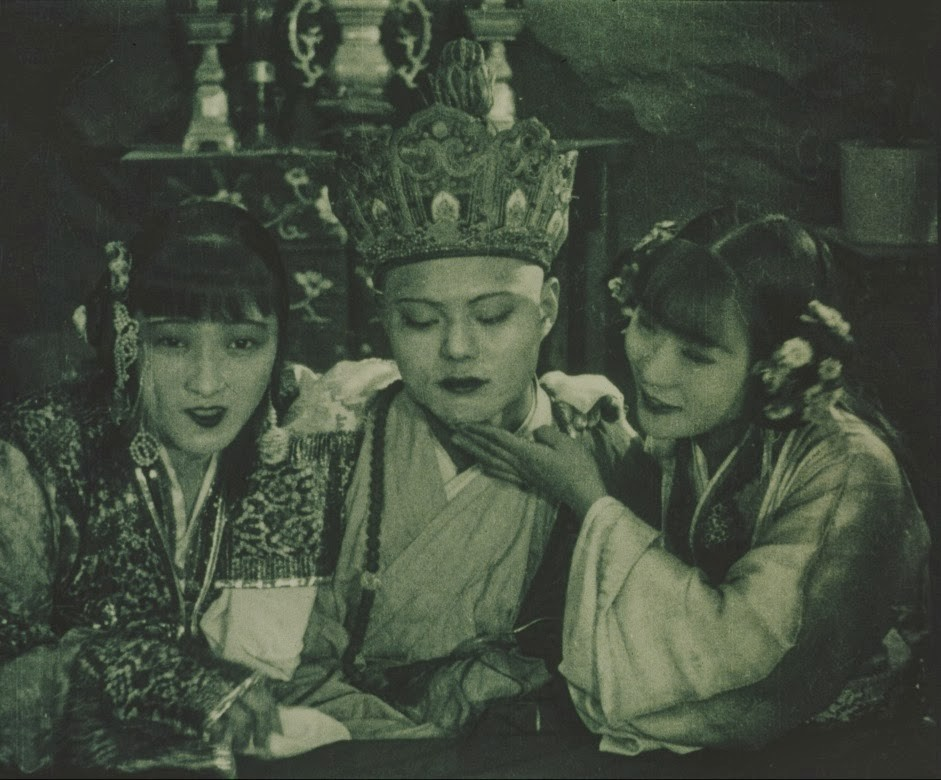
Fotograma de la pel·lícula xinesa Pan Si Dong (1927).

- Pan Si Dong, una adaptació xinesa muda de 1927 d'un capítol de la novel·la.[53] Va ser seguida per una seqüela de 1930, Xu Pan Si Dong,[54] que es creu perduda.[55]
- Tiě shàn gōngzhǔ, una adaptació lliure de 1941 d'una seqüència curta de Viatge a l'Oest; és el primer llargmetratge d'animació xinès.
- Sun Wukong, una pel·lícula japonesa de 1959 produïda per Toho, coneguda com a Monkey Sun internacionalment.[56]
- Saiyūki (西遊記), un relat de la primera part de la història basada en els personatges dissenyats per Osamu Tezuka. Va ser una de les primeres pel·lícules d'anime produïdes per Toei Animation.
- Sun Wukong Sanda Baigujing (孙悟空三打白骨精), 1960, de Yang Xiaozhong i Yu Zhongying.
- 4 pel·lícules de l'estudi Shaw Brothers (mandarí) i dirigides per Ho Meng-hua: The Monkey Goes West (1966), Princess Iron Fan (1966), The Cave of Silken Web (1966), The Land of Many Perfumes (1966), reeditades el 2003.
- Doraemon: Nobita no Parareru saiyûki (のび太のパラレル西遊記), 1988, és el 9è llargmetratge de Doraemon, basat en Viatge a l'Oest.
- The Monkey King coneguda també com The Lost Empire (Hallmark TV, 2001) amb Bai Ling, Thomas Gibson, Russell Wong, Eddie Marsan i Randall Duk Kim, història contemporània amb molt poca relació amb la història original.
- A Chinese Tall Story (2005).
- Xīyóu (西遊) és una pel·lícula franco-taiwanesa del 2014 dirigida per Tsai Ming-liang.[57]
- La trilogia de cinema xinès‑hongkonguès Sai yau gei (西遊記), les tres primeres parts estrenades el 1995 i la darrera el 2016.[58]
- Gong Fu Zhi Wang (功夫之王), pel·lícula estatunidenca-hongkonguesa de 2008. Sun Wukong hi és interpretat par l'artista marcial xinès Jet Li.